# Аджина-Тепе
Аджина́-Тепе́ (тадж. Аҷинатеппа, название может быть переведено на русский язык как «Чёртов холм», «Холм нечистой силы») — холм в 12 км к востоку от города Бохтар, административного центра Хатлонской области в Таджикистане с остатками буддийского монастыря VI—VIII веков. расположен в долине реки Вахш.

## История монастыря
Постройка размером 100×50 м, которая была атрибутирована как буддийский монастырь. Сложен из кирпичей, был окружён 5,5—6-метровой стеной. Монастырь состоял из двух квадратных дворов, соединённых анфиладой, в которых находились святилища, кельи, хранилища, коридоры и др. В одном из дворов располагалась крестообразная ступа, покрытая росписью, по углам двора находились небольшие дополнительные ступы. В китайских хрониках указано, что в этой части Тохаристана был распространён буддизм махаянской традиции, однако археологических подтверждений того, принадлежал Аджина-Тепе к махаяне или же к хинаяне, нет.
На территории Аджина-Тепе найдены разноцветные стенные росписи и глиняные статуи, в том числе двенадцатиметровая фигура Будды. Лежащая на правом боку в вытянутом положении фигура — традиционная статуарная поза, известная по каменным статуям Будды в нирване. В архитектуре и убранстве Аджина-Тепе слились индийские элементы и местные традиции Тохаристана.
Ислам стал распространяться в Таджикистане с 750-х годов, после чего скульптура и росписи были уничтожены.
Аджина-Тепе впервые осмотрен археологами в 1959 году. Разработка как археологического объекта ведется с 1961 года. Деятельность по научному исследованию и описанию Аджина-Тепе принадлежит Южно-таджикской археологической экспедиции под руководством Бориса Анатольевича Литвинского. В 1999 году Отдел охраны и использования историко-культурного наследия Министерства культуры Таджикистана номинировал памятник в список объектов всемирного наследия ЮНЕСКО.
Двенадцатиметровая фигура Будды сейчас[когда?]

 хранится в Национальном музее древностей Таджикистана в городе Душанбе. Большинство находок из Аджина-Тепе по состоянию на 2003 год находятся в Эрмитаже на временном хранении.

## Галерея
- Фреска из буддийского монастыря в Аджина-Тепе, Национальный музей древностей Таджикистана
- Буддийская фреска Аджина-Тепе, Таджикистан, VII-VIII вв. н. э.
- 13-метровый спящий Будда (Будда в Нирване). Национальный музей древностей Таджикистана
- Голова монументального лежащего Будды
- Будда между двумя ступами, Аджина-Тепе, Таджикистан, конец VII века, начало VIII века н. э., Национальный музей древностей Таджикистана.
- Фигура принца, Деваты или бодхисаттвы, Аджина Тепе, Таджикистан, конец VII века, начало VIII века н. э., Национальный музей Таджикистана[5].
- Голова женщины, Аджина-Тепе, Таджикистан, конец VII века, начало VIII века н. э., Национальный музей древностей Таджикистана[6].
- Служитель в кафтане, Аджина-Тепе, Таджикистан, конец VII века, начало VIII века н. э., Национальный музей Таджикистана